# Антоан Лавоазје
Антоан Лорен де Лавоазје (фр. Antoine-Laurent de Lavoisier; Париз, 26. август 1743 — Париз, 8. мај 1794) или Антоан Лорен де Лавоазјер је био француски племић и хемичар. Због доприноса у обликовању модерних схватања основа хемије оправдано се сматра оцем те науке.
Његов први, рад који је био одликован златном краљевском медаљом, односио се на решавање питања уличног осветљења великих градова. Први Лавоазјеов рад из хемије био је испитивање састава гипса. Лавоазије је први пут употребио теразије које је сам конструисао. Допринео је да хемија постане егзактна наука. Он је 1774. године загревао калај у затвореном суду и приметио је да се он претворио у мрки прах, али је маса остала непромењена. Када је Пристли открио кисеоник, Лавоазјеу је било јасно да је то онај састојак ваздуха који потпомаже сагоревање. Експериментално је утврдио да се ваздух састоји од два гаса, један који потпомаже горење и један који не. Први је доказао да се вода састоји од водоника и кисеоника. Формулисао је закон о одржању масе. Он је предвидео постојање силицијума (1787) и открио да, иако материја може да промени свој облик, њена маса увек остаје иста.
Лавоазје је био моћан члан бројних аристократских савета и администратор Ferme générale. Општа фарма је била једна од најомраженијих компоненти Старог поредка због профита које је узиман на рачун државе, тајности услова њених уговора и насиља његових наоружаних агената. Све ове политичке и економске активности омогућиле су му да финансира своја научна истраживања. На врхунцу Француске револуције, оптужен је за пореску превару и продају фалсификованог дувана. Убијен је на гиљотини јер је проглашен противником републике. Касније је извршена ревизија судског процеса и установљено је да је Лавоазје био невин.

## Биографија
Лавоазје је рођен у богатој и угледној паришкој породици што му је омогућило веома добро образовање и удобан живот.
У најранијем периоду свог образовања, показао је велико интересовање за науку, првенствено хемију, ботанику и астрономију које је предано изучавао. Међутим, у складу са жељама своје породице, завршава права након чега бива примљен у адвокатску комору иако се правом, као адвокат, никада није активно бавио. Све Лавоазјеово образовање у великој мери је обележено идејама и идеалима француског Просветитељства.
Најраније доприносе науци дао је у геологији. Први рад на пољу хемије потиче из 1764. Лавоазје је брзо напредовао, и већ са 25 година (1768) примљен је у француску Академију наука.
Године 1771. Лавоатје се жени 14-годишњом Маријом-Аном Полз (фр. Marie-Anne Pierrette Paulze) која ће се показати као искрен сарадник и особа која је знатно доприносила његовом раду. Познато је да је за Лавоазјеа превела низ докумената са енглеског а због блиске сарадње између ово двоје, тешко је правично оценити колико су заиста значајни били доприноси госпође Лавоазје.
Веома рано, са 26 година, Лавоазје почиње да се бави политиком и економијом. Постаје члан приватног друштва коме је било поверено прикупљање пореза широм Француске. Залагао се и радио на реформи француског пореског и монетарног система, али и на стандардизацији свих мера и широкој употреби метричког система.

Нажалост, на врхунцу Француске буржоаске револуције, не препознавши Лавоазјеов реформистички рад и доприносе науци, научник бива означен издајником. На суђењу, упркос бројним апелима за његово помиловање, председник револуционарног суда одлучује да “Републици не требају ни научници ни хемичари; ток правде не може бити прекинут” (“La République n'a pas besoin de savants ni de chimistes ; le cours de la justice ne peut être suspendu.”) и осуђује Лавоазјеа на смрт. Истог дана када је ухапшен и осуђен, бива и погубљен на гиљотини. Жозеф Лагранж, познати италијанско-француски математичар и Лавоазјеов савременик је догађај најбоље сумирао реченицом: 
Био им је само потребан тренутак да одрубе ту главу, али ће Француској требати бар сто да би такву поново изродила.
После нешто више од годину дана после погубљења, Француска влада је ослободила Лавоазјеа свих оптужби и признала да је био лажно оптужен. У Паризу је била подигнута његова биста за коју се касније испоставило да је урађена према глави једног Лавоазјеовог сарадника, а не самог Лавоазјеа. Будући да није било новца за преправке, статуа је остала таква до Другог светског рата, када је претопљена. Нажалост, никада је није заменила друга.

## Доприноси хемији

### Природа сагоревања
Пре Лавоазјеових открића, наука је на све процесе сагоревања гледала кроз флогистонску теорију. Наиме, по овој застарелој теорији приликом сваког сагоревања материје ослобађа се специфична супстанца под именом флогистон.
Велики део Лавоазјеовог научног рада се концентрисао управо на проблем сагоревања. Лавоазје је био велики противник флогистонске теорије и током свог рада, кроз низ експеримената (углавном везаних за водоник) он је успешно показао да је сагоревање заправо реакција супстанце са кисеоником и тиме успешно оборио флогистонску теорију (мада ће и ова дефиниција оксидације касније бити проширена). Од тада је Лавоазјеово виђење сагоревања општеприхваћено. Важно је напоменути да је Лавоазје први именовао кисеоник као елемент 1778. Такође је успешно показао и улогу кисеоника у рђању метала као и у биљном и животињском дисању; сви споменути процеси су суштински лагано сагоревање.

### Закон одржања масе
Лавоазје је први изводио експерименте у којима је пажљиво мерио масе реактаната и производа реакције. Спаљујући фосфор (по неким изворима живу), Лавоазје је приметио да је производ реакције тежи од првобитне количине фосфора управо за масу утрошеног ваздуха. Овим је Лавоазје доказао да, иако супстанце у реакцији мењају свој облик, количина материје са једне и друге стране реакције увек остаје иста. Ово је довело до формулисања Закона одржања масе (који се често назива и Лавоазје-Ломоносовљев закон јер су га ова два научника независно дали у, грубо речено, исто време) који је један од фундаменталних хемијских закона. Лавоазјеов рад је уједно први користио стехиометрију, те се он сматра и њеним пиониром.

## Утицај на хемију
Доследност Лавоазјеових теорија и њихова верификација експерименталним путем у великој мери је допринела кредибилности његовог рада. Сумиравши све модерне теорије, одбацивши флогистон и прецизно дефинисавши неке од фундаменталних хемијских појмова, Лавоазје је саставио књигу која се сматра првим хемијским уџбеником (Traité Élémentaire de Chimie - Основни спис хемије).
Лавоазје је први указао на могућност постојања алотропских модификација увидевши да је дијамант заправо кристални облик угљеника.
Захваљујући свему овоме Лавоазје је поставио темеље хемије као науке и њен развој окренуо у правом смеру. Управо због тога се Лавоазје несумњиво може сматрати оцем модерне хемије.

## Изабрани списи
- Opuscules physiques et chimiques . Paris: Chez Durand, Didot, Esprit. 1774. Недостаје или је празан параметар |title= (помоћ). (Second edition, 1801)
- L'art de fabriquer le salin et la potasse, publié par ordre du Roi, par les régisseurs-généraux des Poudres & Salpêtres (Paris, 1779).
- Instruction sur les moyens de suppléer à la disette des fourrages, et d'augmenter la subsistence des bestiaux, Supplément à l'instruction sur les moyens de pourvoir à la disette des fourrages, publiée par ordre du Roi le 31 mai 1785 (Instruction on the means of compensating for the food shortage with fodder, and of increasing the subsistence of cattle, Supplement to the instruction on the means of providing for the food shortage with fodder, published by order of King on 31 May 1785).
- (with Guyton de Morveau, Claude-Louis Berthollet, Antoine Fourcroy) Méthode de nomenclature chimique . Paris: Chez Cuchet. 1787. Недостаје или је празан параметар |title= (помоћ)
- (with Fourcroy, Morveau, Cadet, Baumé, d'Arcet, and Sage) Nomenclature chimique, ou synonymie ancienne et moderne, pour servir à l'intelligence des auteurs. . Paris: Chez Cuchet. 1789. Недостаје или је празан параметар |title= (помоћ)
- Traité élémentaire de chimie, présenté dans un ordre nouveau et d'après les découvertes modernes Архивирано на веб-сајту  (6. октобар 2011) (Paris: Chez Cuchet, 1789; Bruxelles: Cultures et Civilisations, 1965) (lit. Elementary Treatise on Chemistry, presented in a new order and alongside modern discoveries) also here
- (with Pierre-Simon Laplace) "Mémoire sur la chaleur," Mémoires de l'Académie des sciences (1780), pp. 355–408.
- Mémoire contenant les expériences faites sur la chaleur, pendant l'hiver de 1783 à 1784, par P.S. de Laplace & A. K. Lavoisier (1792)
- Mémoires de Physique et de Chimie, de la Société d'Arcueil (1805: posthumous)

### Превод
- Essays Physical and Chemical (London: for Joseph Johnson, 1776; London: Frank Cass and Company Ltd., 1970) translation by Thomas Henry of Opuscules physiques et chimiques
- The Art of Manufacturing Alkaline Salts and Potashes, Published by Order of His Most Christian Majesty, and approved by the Royal Academy of Sciences (1784) trans. by Charles Williamos[9] of L'art de fabriquer le salin et la potasse
- (with Pierre-Simon Laplace) Memoir on Heat: Read to the Royal Academy of Sciences, 28 June 1783, by Messrs. Lavoisier & De La Place of the same Academy. . New York: Neale Watson Academic Publications. 1982. Недостаје или је празан параметар |title= (помоћ) trans. by Henry Guerlac of Mémoire sur la chaleur
- Essays, on the Effects Produced by Various Processes On Atmospheric Air; With A Particular View To An Investigation Of The Constitution Of Acids, trans. Thomas Henry . London: Warrington. 1783. Недостаје или је празан параметар |title= (помоћ) collects these essays:

1. "Experiments on the Respiration of Animals, and on the Changes effected on the Air in passing through their Lungs." (Read to the Académie des Sciences, 3 May 1777)
2. "On the Combustion of Candles in Atmospheric Air and in Dephlogistated Air." (Communicated to the Académie des Sciences, 1777)
3. "On the Combustion of Kunckel's Phosphorus."
4. "On the Existence of Air in the Nitrous Acid, and on the Means of decomposing and recomposing that Acid."
5. "On the Solution of Mercury in Vitriolic Acid."
6. "Experiments on the Combustion of Alum with Phlogistic Substances, and on the Changes effected on Air in which the Pyrophorus was burned."
7. "On the Vitriolisation of Martial Pyrites."
8. "General Considerations on the Nature of Acids, and on the Principles of which they are composed."
9. "On the Combination of the Matter of Fire with Evaporable Fluids; and on the Formation of Elastic Aëriform Fluids."

- “Reflections on Phlogiston”, translation by Nicholas W. Best of “Réflexions sur le phlogistique, pour servir de suite à la théorie de la combustion et de la calcination” (read to the Académie Royale des Sciences over two nights, 28 June and 13 July 1783). Published in two parts:

1. Best, Nicholas W. (2015). „Lavoisier's "Reflections on phlogiston" I: Against phlogiston theory”. Foundations of Chemistry. 17 (2): 361—378. S2CID 170422925. doi:10.1007/s10698-015-9220-5.
2. Best, Nicholas W. (2016). „Lavoisier's "Reflections on phlogiston" II: On the nature of heat”. Foundations of Chemistry. 18 (1): 3—13. S2CID 94677080. doi:10.1007/s10698-015-9236-x.

- Method of chymical nomenclature: proposed by Messrs. De Moreau, Lavoisier, Bertholet, and De Fourcroy (1788) Dictionary
- Elements of Chemistry, in a New Systematic Order, Containing All the Modern Discoveries (Edinburgh: William Creech, 1790; New York: Dover, 1965) translation by Robert Kerr of Traité élémentaire de chimie.  978-0-486-64624-4 (Dover).
  - 1799 edition
  - 1802 edition: volume 1, volume 2
  - Some illustrations from 1793 edition
  - Some more illustrations from the Science History Institute
  - More illustrations (from Collected Works) from the Science History Institute

- примерак из 1790. „Елементи хемије у систематском реду који садржи сва модерна открића”
- Насловна страна „Елементи хемије у систематском поретку који садржи сва модерна открића“ (1790)
- Предговор за „Елементи хемије у систематском реду који садржи сва модерна открића“ (1790)
- Прва страница „Елементи хемије у систематском поретку који садржи сва модерна открића“ (1790)